# آدولف میلار
آدولف میلار (آلمانی: Adolph Milar؛ ۱۱ آوریل ۱۸۹۵ – ۲۵ مه ۱۹۵۰) بازیگر اهل سوئیس بود.
از فیلم‌هایی که وی در آن‌ها نقش داشته‌است، می‌توان به تحت هر شرایطی، باباهای سرگردان، بولداگ درومند و کلبه عمو تام اشاره نمود.